# محمد طلحة
محمد طلحة (15 أكتوبر 1988 في باكستان - ) (بالأردوية: محمد طلحہ)‏ (بالإنجليزية: محمد طلحہ)‏ هو لاعب كريكت باكستاني. شارك مع منتخب باكستان للكريكت. أما مع النوادي، فقد لعب مع Faisalabad cricket team ‏ وNational Bank of Pakistan cricket team ‏.

## وصلات خارجية
- محمد طلحة على موقع إي آس بي آن كريك إنفو (الإنجليزية)